# جک نورتون
جک نورتون (انگلیسی: Jack Norton؛ ‏ ۲ سپتامبر ۱۸۸۲ – ۱۵ اکتبر ۱۹۵۸) بازیگر اهل ایالات متحده آمریکا بود. با آنکه او در فیلم‌هایش نقش افراد مست و الکلی را بازی می‌کرد، اما در زندگی واقعی یک تیتوتالر بود.
از فیلم‌هایی که وی در آن‌ها نقش داشته‌است، می‌توان به شیپ کافه، صدای بلند، به راه خود می‌روم، داستان دکتر واسل، داستان پام بیچ و دهه پرشور بیست اشاره نمود.